# Orden de San Ambrosio de Nemus
La Orden de San Ambrosio de Nemus (en latín Ordo Fratrum Sancti Ambrosii ad Nemus) fue una orden religiosa mendicante de la Iglesia católica, de rito ambrosiano, fundada por los nobles milaneses Alberto Besozzo, Alessandro Crivelli y Antonio Pietrasanta, en Milán (Italia) a mediados del siglo XIV. Los religiosos de este instituto eran conocidos como ambrosianos.

## Historia
La orden surgió a mediados del siglo XIV por obra de tres nobles milaneses Alberto Besozzo, Alessandro Crivelli y Antonio Pietrasanta, quienes animados por el espíritu de penitencia se retiraron a un lugar llamado en latín Nemus, cerca de Milán, donde, según la tradición, se escondió Ambrosio de Milán para huir de ser elegido obispo. Con el tiempo se unieron muchos sacerdotes y eremitas que adoptaron poco a poco la vida cenobítica. La Orden de San Ambrosio de Nemus, hasta el momento formada por monasterios autónomos, fue reconocida por el papa Gregorio XI en 1375, con la condición de preservar el rito ambrosiano. El papa Eugenio IV la incluyó entre las órdenes mendicantes el 4 de octubre de 1441. El 5 de agosto de 1589, el papa Sixto V la unió a la Orden de San Bernabé (apostolinos), pero finalmente fue surprimida por el papa Urbano VIII el 2 de diciembre de 1643.
Solo sobrevive la Segunda Orden de San Ambrosio compuesta por monasterios autónomos y que conservan el rito ambrosiano.

## Organización
La Orden de San Ambrosio era un instituto pontificio centralizado, gobernado por un rector general, elegido por capítulo para un periodo de tres años. Dicha elección estaba sujeta a la aprobación del obispo de Milán.